# Oncocnemis figurata
Oncocnemis figurata är en fjärilsart som beskrevs av Harvey 1875. Oncocnemis figurata ingår i släktet Oncocnemis och familjen nattflyn. Inga underarter finns listade i Catalogue of Life.